# Howe (Oklahoma)
Howe és un poble dels Estats Units a l'estat d'Oklahoma. Segons el cens del 2000 tenia 697 habitants.

## Demografia
Segons el cens del 2000, Howe tenia 697 habitants, 243 habitatges, i 178 famílies. La densitat de població era de 173,6 habitants per km².
Dels 243 habitatges en un 35,4% hi vivien nens de menys de 18 anys, en un 48,1% hi vivien parelles casades, en un 16,9% dones solteres, i en un 26,7% no eren unitats familiars. En el 23,9% dels habitatges hi vivien persones soles el 9,5% de les quals corresponia a persones de 65 anys o més que vivien soles. El nombre mitjà de persones vivint en cada habitatge era de 2,73 i el nombre mitjà de persones que vivien en cada família era de 3,16.
Per edats la població es repartia de la següent manera: un 29,3% tenia menys de 18 anys, un 12,1% entre 18 i 24, un 27,1% entre 25 i 44, un 21,4% de 45 a 60 i un 10,2% 65 anys o més.
L'edat mediana era de 32 anys. Per cada 100 dones de 18 o més anys hi havia 104,6 homes.
La renda mediana per habitatge era de 25.326 $ i la renda mediana per família de 28.194 $. Els homes tenien una renda mediana de 20.724 $ mentre que les dones 19.167 $. La renda per capita de la població era d'11.636 $. Entorn del 19,4% de les famílies i el 26,2% de la població estaven per davall del llindar de pobresa.

## Poblacions més properes
El següent diagrama mostra les poblacions més properes.